# إدغام مثلين صغير
إدغام المثلين الصغير هو إدغام الميم الساكنة بالميم المتحركة إذا جاءت بعدها، فتصبحان ميماً واحدة مشددة بحركة الأخير، ويرافق هذا الحكم غنة.